# Phare De Ven
Le phare De Ven  est un phare actif situé à Oosterdijk un village de la commune d'Enkhuizen, province de Hollande-Septentrionale aux Pays-Bas.
Il est géré par le Rijkswaterstaat , l'organisation nationale de l'eau des Pays-Bas.
Construit en 1699-1700, il est l’un des plus anciens phares des Pays-Bas.
Il est classé monument national en 1966 par l'Agence du patrimoine culturel des Pays-Bas .

## Histoire
En 1699, les «commissarissen van pilotage» (les pilotes de l'époque) ont décidé la réalisation de trois feux le long de la côte du Zuiderzee. La tour De Ven, construite en 1699/1700, est l'un des trois feux de signalisation construits pour marquer le trajet de la mer des Wadden à Amsterdam, avec les tours similaires à Marken et à Durgerdam. Les coûts de construction des trois tours ont été estimés à 16.000 florins, auxquels les États de Hollande et de Frise-Occidentale ont contribué pour moitié. De ces trois tours, seul De Ven est encore en service, les deux autres ont été remplacés au 19e siècle par des tours en fonte. Ces trois phares ont bénéficié d'une invention de luminaire de Jan van der Heyden déjà utilisé à Amsterdam. Le père et le fils Van der Heyden ont fourni le matériel pour les trois phares.
En 1819, De Ven a subi un incendie et seuls les murs extérieurs ont résisté . L'intérieur dut être réparé et un éclairage de secours fut mis en service et fonctionna pendant vingt ans. En 1834, la tour fut équipée d'un nouveau système optique à lentille de Fresnel une invention d'Augustin Fresnel sur l'optique physique. En conséquence, contrairement à une lentille épaisse, la lumière peut être davantage concentrée et une quantité considérable de matériau peut être économisée.
Le 16 avril 2009, le feu a été éteint, car les secteurs lumineux ne pouvaient plus marquer correctement le chenal de navigation de Lemmer. Après protestation, la lumière a été rallumée le 21 octobre 2009.et les secteurs rouges ont été supprimés.
De nos jours, la tour qui est l’un des plus anciens phares des Pays-Bas, fonctionne avec une lampe de 250 watts. Il n'y a pas de radar et le phare n'est pas ouvert au public. Au-dessus de l'entrée se trouve un cartouche avec les noms des fondateurs.

## Description
Ce phare  est une tour carrée en maçonnerie, avec une terrasse et une lanterne de 15 m de haut. La tour est blanche et la lanterne est rouge. Il émet, à une hauteur focale de 17 m, un éclat blanc, de 2.5 secondes par période de 10 secondes. Sa portée est de 11 milles nautiques (environ 20.5 km).
Identifiant : ARLHS : NET-003 ; NL-1618 .

## Caractéristique dufeu maritime
Fréquence : 10 secondes (W)
- Lumière : 2.5 secondes
- Obscurité : 7.5 secondes

|        |
| Blason |

|          |
| Le phare |

|          |
| Le phare |

### Lien connexe
- Liste des phares des Pays-Bas